# Castell de Selmella
El castell de Selmella és una fortificació medieval (segles xi-xii) situada al capdamunt del turó del mateix nom que pertany actualment al municipi del Pont d'Armentera (Alt Camp). Des de molt aviat (segle xii) fins al primer terç del segle xix les terres foren administrades pel monestir de Santes Creus, tot i que els titulars de la propietat foren famílies nobles: els Alemany, senyors de Cervelló, fins al segle xvi, i els Armengol, barons de Rocafort, fins al segle xix.

## Precedents ibers
Segons les recerques arqueològiques més recents, ja hi havia hagut poblament iber en el mateix indret del castell des del final del bronze (segles X-VIII aC) i també hi ha restes de fortificació o de poblament del començament de l'edat del ferro.

## Documentació històrica
El primer document que parla del castell de Selmella és del començament del segle xi dC la qual cosa vol dir que ja existia de temps abans. La primera notícia referent al castell és de l'any 1012 en què surt esmentat en un document en què Hug de Montagut, o de Cervelló, pledejà amb Borrell, bisbe de Vic, per la propietat del castell, plet que es resolgué a favor d'Hug de Cervelló qui, l'any 1018 cedí als seus quatre fills, diverses terres i possessions situades en els termes dels castells d'Olèrdola, Selmella, Casserres, Montagut i Querol. El castell de Selmella el llegà al fill primogènit Bonfill. Selmella restarà en mans dels Cervelló al llarg dels segles XI, XII i XIII tot i que documents posteriors afirmen que l'any 1178 fou cedit en emfiteusi per Guillem Guerau de Cervelló al monestir de Santes Creus.
Un fill de Guerau Alemany IV de Cervelló, Bernat, donà lloc a una línia secundària dels Cervelló que seran feudataris o castlans de Selmella i que s'extingiran el segle xiii. El 1193, Guerau Alemany V de Cervelló llegà el castell de Selmella al seu fill Ramon Alemany. Al llarg del segle xiii s'incrementaran els drets del monestir sobre el terme de Selmella per les donacions de fidels i adquisicions a particulars. El 1203 Ramon Alemany de Cervelló cedí al monestir una propietat dins el terme de Selmella. El 1256 Guillem de Selmella donarà a Santes Creus tots els drets que el posseeix dins el terme de Selmella.
Pel fogatjament de 1365 sabem que el castell era encara propietat dels Cervelló. Posteriorment, el segle xvii consta com a propietària la família Armengol, barons de Rocafort que el deurien comprar a començaments del segle xvi. A l'extinció dels senyorius jurisdiccionals (1837), a Selmella hi viuen de form bàsicament disseminada una setantena de persones; pertany llavors al municipi del Pont d'Armentera

## Estat actual
El castell de Selmella, de la primera planta del qual es conserven encara importants restes (bona part de la torre de defensa davant el fossat, algunes parets ben dretes del mateix castell, la distribució dels murs interiors perfectament distingible, i fins i tot algunes espitlleres), és únic pels seus patrons arquitectònics entre els que formen la línia defensiva dels castells del riu Gaià que van formar la frontera sud de la Marca Hispànica (segle X). Però tot i formar part de la línia del Gaià, el castell de Selmella està notablement a l'oest d'aquesta línia, com avançada a la resta de fortificacions, entre les quals hi ha els castells de Saburella, Vallespinosa, Santa Perpètua de Gaià, Tamarit.
De tota manera, en el que es conserva actualment del castell hi deu haver poca cosa dels moments inicials de la fortificació medieval, ja que per la disposició interior sembla que respon a modificacions i afegits posteriors, del començament del gòtic i, per tant, d'una època en què el castell devia esdevenir palau feudal, ja sense propòsits bèl·lics, però conservant tota la seva aparença inexpugnable. Sembla que el castell va ser abandonat cap al començament del segle xv.
Al peu del castell hi ha el poble deshabitat de Selmella, en el qual hi ha una església romànica dedicada a sant Llorenç, segurament del segle xii. Aquesta església sí que conserva, tot i que molt malmesos, els patrons romànics de la construcció original.
La situació és estratègica: des del castell es pot veure, cap al nord, fins a Montserrat i el Montseny, cap a l'est fins al mar i cap al sud gairebé tot el pla de Tarragona.